# 카멜리아 포테크
카멜리아 포테크(루마니아어: Camelia Potec, 1982년 2월 19일 ~)는 2004년 아테네 올림픽 여자 200m 자유형에서 금메달을 획득한 루마니아의 수영 선수이다.
그녀는 2004년에 마레 노스트룸을 수상했다.